# Judith Blunt-Lytton
Judith Anne Dorothea Blunt-Lytton, 16e baronne de Wentworth, également connue sous le nom de Lady Wentworth (6 février 1873 – 8 août 1957) était une pairesse britannique, une éleveuse de chevaux arabes et une joueuse de tennis.
Elle est la fille d'Anne Blunt, la petite-fille de la scientifique Ada Lovelace et l'arrière-petite-fille du poète George Gordon Byron. Elle a eu trois enfants, dont Noel Lytton.

## Biographie
Judith a passé la majeure partie de son enfance en Égypte et dans d’autres régions éloignées du Moyen-Orient.
Elle s’est mariée le 2 février 1899 à Neville Stephen Lytton. Le couple a eu trois enfants : Noel Anthony Scawen (1900-1985), Anne (plus tard connue sous le nom de Lady Anne Lytton) (1901-1979) et Winifred (plus tard connue sous le nom de Lady Winifrid Tryon) (1904-1985).
Judith était une éleveuse de chevaux arabes très connue, son influence était telle qu’aujourd’hui, 90 % des chevaux arabes ont des origines du cheval Crabbet.